# Nemošice

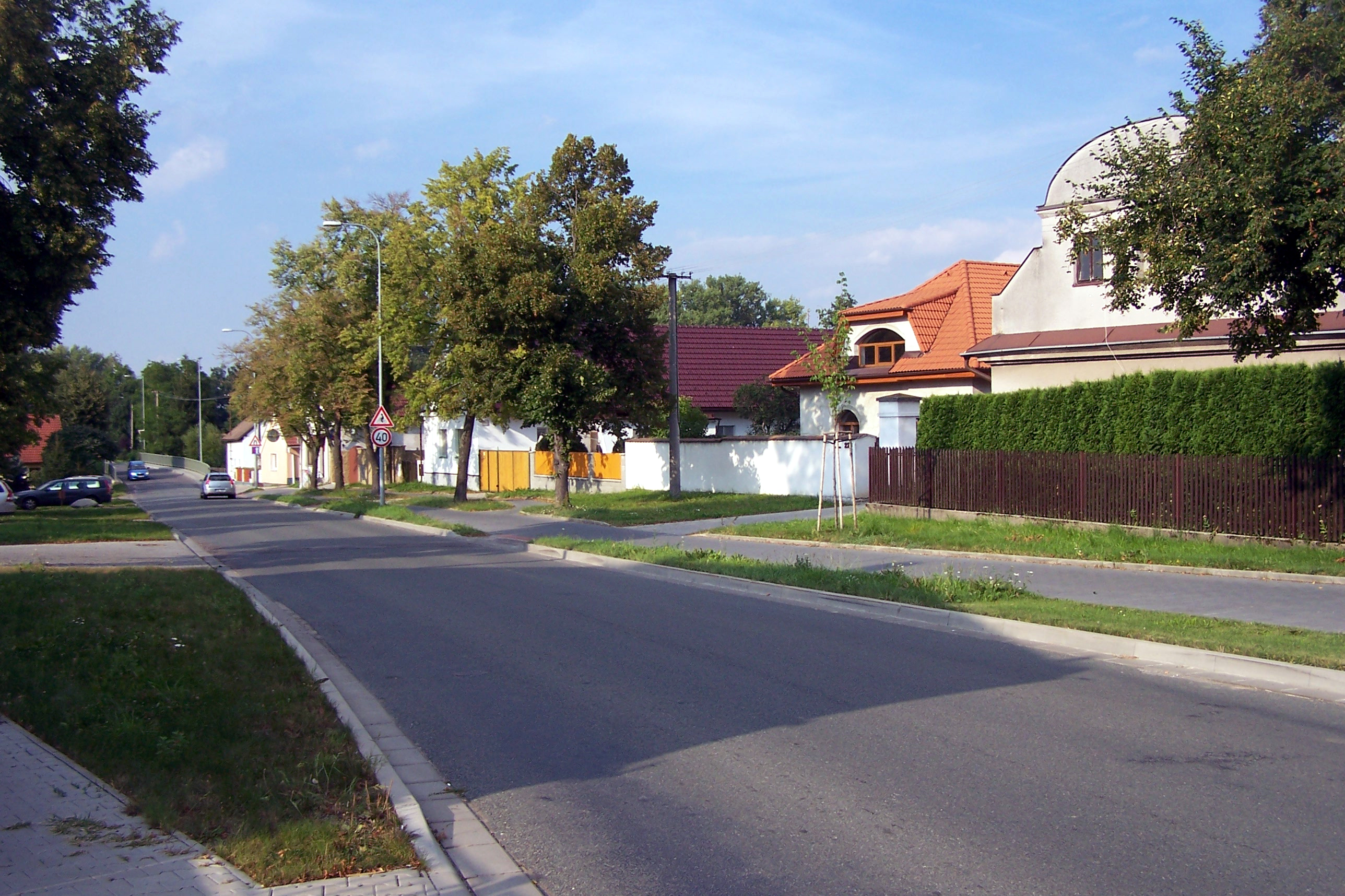
Ortszentrum

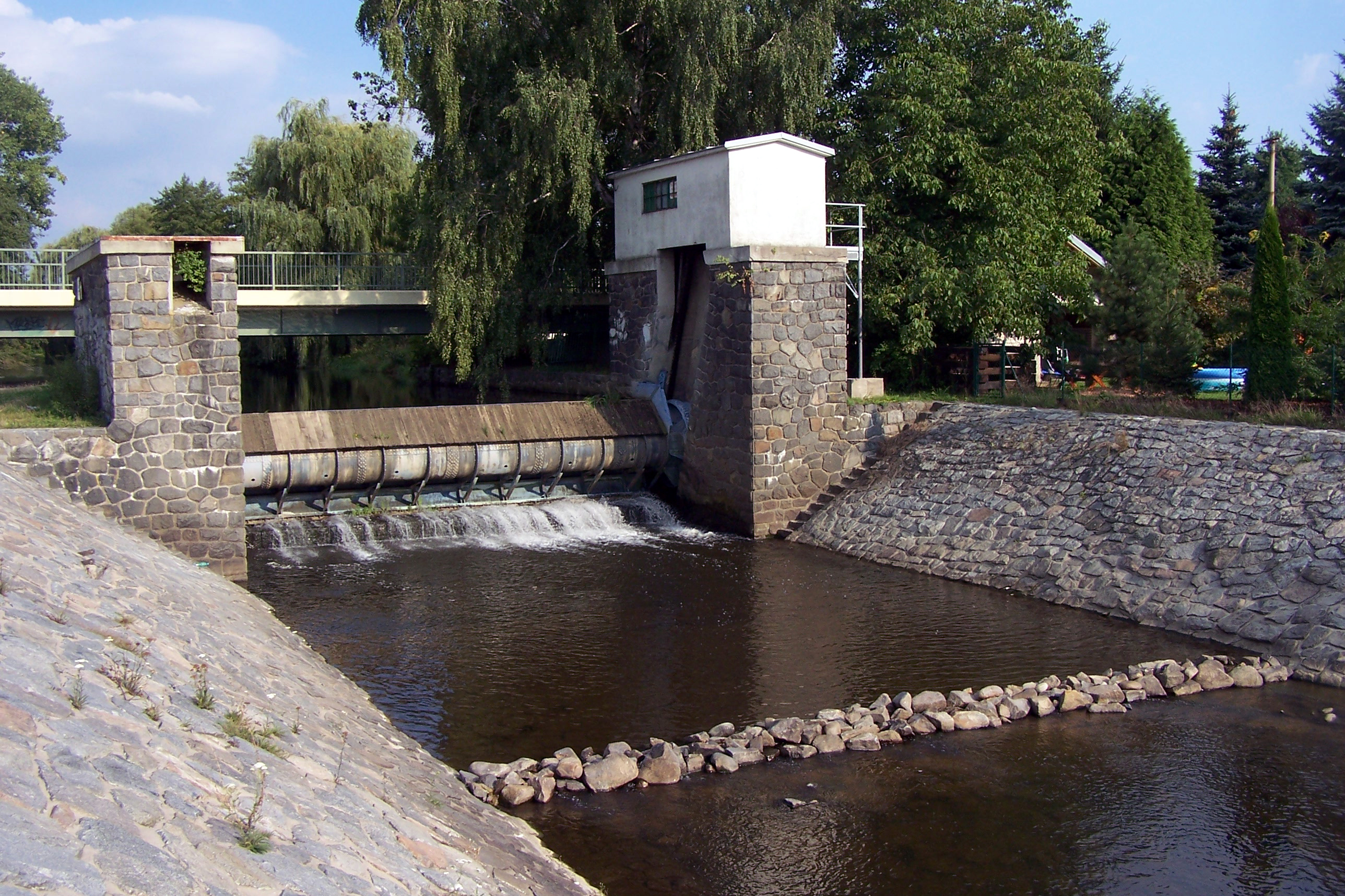
Wehr in der Chrudimka

Nemošice (deutsch Nemoschitz) ist ein Ortsteil der Stadt Pardubice im Okres Pardubice, Tschechien. Er liegt drei Kilometer südöstlich des Stadtzentrums von Pardubice und gehört zum Stadtteil Pardubice IV.

## Geographie
Nemošice befindet sich linksseitig der Chrudimka in der Polabská rovina (Elbniederung). Durch das Dorf fließt der Bach Nemošická svodnice, dem von Südosten der Mnětický potok zufließt.
Nachbarorte sind Pardubičky und Slovany im Norden, Drozdice im Nordosten, Mnětice, Štětín und Hostovice im Osten, Úhřetická Lhota, Úhřetice, Tuněchody und Ostřešánky im Südosten, Ostřešany im Süden, Mikulovice, Blato und Dražkovice im Südwesten, Jesničánky im Westen sowie Skřivánek und Višňovka im Nordwesten.

## Geschichte
Der Fund einer Steinklinge belegt eine Besiedlung der Gegend während der Altsteinzeit. 1914 wurde beim Bau der Schule eine Begräbnisstätte der Lausitzer Kultur mit Bronzenadeln und Gefäßen aufgefunden.
Die erste schriftliche Erwähnung des Dorfes erfolgte 1295 als Besitz der Kirche des hl. Ägidius in Pardubičky. Ab 1318 gehörte das Dorf dem Vilém von Nemošice. Sitz der Vladiken Holec von Nemošice war die Feste Nemošice, die sich gegenüber dem Dorf am rechten Ufer der Chrudimka befand. In der zweiten Hälfte des 15. Jahrhunderts erwarben die Familien Makovský von Pottenstein und Voděradský von Hrušov das Gut gemeinschaftlich. Jan Makovský und Jiří Voděradský verkauften die Feste und das Dorf Nemošice 1492 an Wilhelm von Pernstein, der das Gut seiner Herrschaft Pardubitz zuschlug. 1521 vererbte Wilhelm von Pernstein seine böhmischen Güter seinem jüngeren Sohn Vojtěch, nach dessen Tod fielen sie 1534 seinem Bruder Johann zu. Johann von Pernstein hinterließ 1548 seinem Sohn Jaroslav hohe Schulden. Am 21. März 1560 veräußerte Jaroslav von Pernstein die gesamte Herrschaft Pardubitz an König Ferdinand I. Dessen Nachfolger Maximilian II. übertrug die Verwaltung der königlichen Herrschaften der Hofkammer. Im Pardubitzer Urbar von 1588 sind für Nemošice 16 Anwesen sowie eine Freimühle ausgewiesen. 1790 wurde südöstlich des Dorfes auf der Teichstätte des trockengelegten Fischteiches Klárka mit der Errichtung eines Gestüts begonnen, dass ab 1830 zum Militärgestüt Štít ausgebaut wurde.
Im Jahre 1835 bestand das im Chrudimer Kreis gelegene Dorf Nemoschitz aus 29 Häusern, in denen 204 Personen lebten. Im Ort gab es eine Mühle, abseits lag das k.k. Militärgestüt. Pfarrort war Pardubitz. Bis zur Mitte des 19. Jahrhunderts blieb Nemoschitz der k.k. Kameralherrschaft Pardubitz untertänig. 
Nach der Aufhebung der Patrimonialherrschaften bildete Nemošice ab 1849 eine Gemeinde im Gerichtsbezirk Pardubitz. Ab 1868 gehörte das Dorf zum Bezirk Pardubitz. 1869 hatte Nemošice 323 Einwohner und bestand aus 38 Häusern. Im Jahre 1900 lebten in Nemošice 667 Menschen, 1910 waren es 821. 1909 wurde in einem Wäldchen westlich des Dorfes das Wasserwerk der Stadt Pardubitz errichtet. Für 42.000 Kronen wurde 1914 eine Schule gebaut. Das Gestüt wurde 1924 unter die Zivilverwaltung gestellt und in das Staatszuchtunternehmen eingegliedert. 1930 bestand das Dorf aus 148 Häusern und hatte 961 Einwohner. 
Im Zuge der Schaffung eines "Groß-Pardubitz" wurde Nemošice auf Beschluss des Innenministeriums vom 21. September 1943 nach Pardubitz eingemeindet. Nach dem Ende des Zweiten Weltkrieges ordnete das Innenministerium 1946 den Fortbestand des während der Besatzungszeit geschaffenen Konglomerats "Velké Pardubice" an. Am 17. Mai 1954 wurde Nemošice wieder zu einer eigenständigen Gemeinde im Okres Pardubice-okolí. Seit 1960 gehört Nemošice wieder zum Okres Pardubice. Am 30. April 1976 erfolgte die erneute Eingemeindung nach Pardubice. In der zweiten Hälfte des 20. Jahrhunderts wurden die Felder zwischen dem Dorf und dem Gestüt bebaut. Beim Zensus von 2001 bestand Nemošice aus 320 Häusern und hatte 929 Einwohner. Zu Beginn des Jahres 2019 lebten in Nemošice 1286 Personen.

## Ortsgliederung
Der Ortsteil Nemošice gliedert sich in die Grundsiedlungseinheiten Nemošice und U Jesničánek.
Nemošice bildet einen Katastralbezirk.

## Sehenswürdigkeiten
- Wassermühle Machačkův mlýn
- Wehr in der Chrudimka
- Gestüt Nemošice, es wurde 1790 als Gestüt Klárka gegründet und 1830 zum k.k. Militärgestüt Štít ausgebau. 1856 wurde es modernisiert und um die Kapelle zum hl. Kreuz erweitert. 1924 wurde es der Zivilverwaltung unterstellt und in das Staatszuchtunternehmen eingegliedert.
- Denkmal für die Gefallenen des Zweiten Weltkrieges
- Büste von T. G. Masaryk
- Steinernes Kreuz, geschaffen 1881
- Wüste Feste Nemošice am rechten Ufer der Chrudimka, die durch zwei Wälle und Gräben geschützte, ausgedehnte quadratische Anlage aus dem 14. Jahrhundert erlosch wahrscheinlich zu Beginn des 16. Jahrhunderts. Ihre Reste wurden im 19. Jahrhundert beim Bau der Straße nach Pardubice stark beschädigt.[5]
- Naturdenkmal Nemošická stráň, die steile Flussterrasse am rechten Ufer der Chrudimka wurde 1982 auf einer Fläche von 8,45 ha unter Schutz gestellt.

## Söhne und Töchter der Gemeinde
- Wilhelm von Ramming (1815–1876), österreichischer General